# Morto per il mondo (Harris)
Morto per il mondo (Dead to the World) è il quarto romanzo del Ciclo di Sookie Stackhouse, saga letteraria scritta da Charlaine Harris.
In questo romanzo Sookie Stackhouse si imbatte in un Eric Nortman privo di memoria perché sottoposto alla maledizione di una strega. Il vampiro si fida subito istintivamente della ragazza che lo ospita a casa sua mentre lo staff del Fangtasia cerca di farlo ritornare l'Eric di un tempo.
Pubblicato negli Stati Uniti nel maggio 2003, è stato pubblicato in Italia dalla Delos Books nel 2008, all'interno nella collana Odissea Vampiri.

## Trama
La storia narrata in questo romanzo inizia alla fine di dicembre, tre settimane dopo gli eventi de Il club dei morti. Bill e Sookie hanno rotto a causa del suo tradimento con Lorena. Egli, all'inizio del libro, informa Sookie che sta andando in Perù, in missione per la regina. Poco dopo la partenza di Bill, la notte di Capodanno Sookie si reca a casa dopo il party al Merlotte's, trova Eric, a piedi nudi, senza maglia che corre per strada disorientato. Eric sembra disperato e non riconosce Sookie. Sa che è un vampiro, ma non ricorda altro di sé. Sookie lo porta a casa sua e avvisa Pam dell'accaduto.
La notte successiva, Jason va a casa di Sookie per portargli alcuni vestiti per Eric e la notizia che è ricercato da qualcuno che offre cinquantamila dollari per lui. Pam e Chow arrivano spiegando a Sookie l'accaduto: diverse notti prima un gruppo di streghe era arrivato a Shreveport. Pam spiega a Sookie, la vera natura delle streghe, che possono essere molto pericolose per i vampiri e per i loro affari, controllando le forze magiche. Questo gruppo sembrava essere più potente degli altri, intenzionato ad assumere il controllo delle imprese commerciali di Eric, imponendogli una tassa per lasciarlo in pace: la metà dei suoi profitti. Dopo il rifiuto di Eric, il leader del gruppo, la strega Hallow, gli aveva proposto un compromesso: avrebbero ridotto a un quinto la "tassa" se Hallow avesse potuto avere Eric stesso a sua disposizione per sette notti. Il secondo - e più offensivo - rifiuto di Eric aveva causato l'ira e la conseguente maledizione di Hallow.
Dopo il racconto di Pam, Eric dice di non ricordare nulla, come se fosse nato nel momento in cui correva lungo la strada.
Sookie accetta di tenere Eric, e Jason si accorda con Pam per un pagamento di trentacinquemila dollari per "i servizi resi".
Più tardi Sookie apprende attraverso la strega Holly (un'altra cameriera al Merlotte's) che questa congrega di streghe ha un sacco di potere, che bevono il sangue di vampiro e che sono lupi mannari. Holly dice a Sookie che questa nuova congrega ha invitato tutte le streghe locali di unirsi a loro. Questo porta Sookie a Shreveport dal lupo mannaro Alcide Hervaux, che scopre che le streghe hanno ucciso un membro del suo branco. Inoltre Jason, è scomparso, dopo essere stato visto l'ultima volta con la giovane Crystal Norris, membro della comunità di pantere mannare di Hotshot.
Nel corso di tutti questi eventi caotici, il rapporto fra Sookie e Eric cresce, e i due cominciano una relazione sessuale. Infatti, Sookie è fisicamente ed emotivamente attratta da questo nuovo Eric, gentile e premuroso, che le offre una relazione spontanea e libera da preoccupazioni. Entrambi ammettono di avere sentimenti l'uno per l'altra, e Eric arriva addirittura a proporre a Sookie di rinunciare alla sua posizione nella gerarchia dei vampiri per stare con lei.
Nei giorni seguenti inizia a nascere un'alleanza fra il branco di Shreveport e i vampiri dell'Area 5, Sookie conosce la sua fata Claudine e la tensione in città cresce, favorita anche dal ritorno di Debbie Pelt (la gelosa ex fidanzata di Alcide) e di Bill, che intuisce i sentimenti e la relazione in corso fra Sookie ed Eric, mostrandosi ferito.
Il romanzo raggiunge il suo culmine quando il branco di lupi mannari, i vampiri e la congrega di streghe di Holly combattono insieme contro Hallow e la sua congrega. La congrega è sconfitta, e Hallow catturata da Pam. Alcide viene a sapere che Debbie ha provato a uccidere Sookie e la ripudia, rifiutando di vederla per il resto della sua vita.
Quella sera, tornando a casa, Sookie trova Debbie in attesa in casa sua, con una pistola. Debbie spara per uccidere, e Sookie sopravvive solo grazie a Eric che si mette fra lei e il proiettile. Allora Sookie prende il fucile e la uccide. Una volta guarito, Eric la seppellisce e nasconde la sua macchina.
La sera dopo, Pam è riuscita a far compiere da Hallow l'incantesimo per ridare la memoria a Eric. Dopo aver ottenuto indietro i suoi ricordi, Eric non ha nessuna memoria degli ultimi giorni e della sua relazione con Sookie.
Il giorno dopo, Sookie ritrova Jason, rapito da Felton Norris, un membro del branco di pantere mannare, che non lo riteneva "degno" di Crystal.
Alla fine della storia, Eric cerca di scoprire cosa ha fatto nel tempo trascorso senza memoria, e Sookie crede che Jason diventerà una pantera mannara alla prossima luna piena, a causa dei numerosi morsi ricevuti da Felton.

## Personaggi

### Principali
- Sookie Stackhouse – Protagonista del romanzo, cameriera con il dono della telepatia che lavora al Merlotte's nella piccola cittadina di Bon Temps.
- Eric Northman – Potente vampiro, sceriffo dell'Area 5. È proprietario di un locale per vampiri chiamato Fangtasia.

### Secondari
- Alcide Herveaux – Lupo mannaro, ripudia la sua ex Debbie Pelt.
- Bill Compton – Vampiro centenario ex-fidanzato di Sookie.
- Sam Merlotte – Proprietario del Merlotte's, dove lavora Sookie. Egli è un mutaforma.
- Bubba - vampiro ritardato sempre pronto ad aiutare Sookie.
- Claudine - fata con cui Sookie fa conoscenza.
- Debbie Pelt – Ex fidanzata gelosa di Alcide. È una mutaforma.
- Colonnello Flood – Capobranco dei lupi mannari di Shreveport.
- Pam – Vampira, assistente di Eric.
- Maristella Cooper - lupo mannaro del branco di Shreveport, ferita gravemente dall'attacco delle streghe.
- Chow - Vampiro, membro dell'Area 5 e dipendente di Eric
- Jason Stackhouse – Fratello di Sookie.
- Calvin Norris - Capo della comunità di pantere mannare di Hotshot.
- Crystal Norris – Pantera mannara, nipote di Calvin e fidanzata di Jason.
- Tara Thornton - Amica di Sookie
- Felton Norris - Pantera mannara di Hotshot, innamorato di Crystal Norris. Quando scopre che lei si fa frequentando con Jason Stackhouse, lo rapisce e lo morde ripetutamente. Una volta che Jason viene liberato, è implicito che Calvin uccide Felton come punizione.
- Hallow Stonebrook - Conosciuta anche come Marnie Stonebrook, è una strega e lupo mannaro. È la responsabile della maledizione che ha tolto la memoria ad Eric. Una volta annullata la maledizione viene uccisa da Pam.
- Mark Stonebrook - Fratello di Hallow.

## Edizioni
- Charlaine Harris, Morto per il mondo, traduzione di, Delos Books, 2009,  p. 350, ISBN 978-88-95724-50-8.